# Bagac
Bagac é um município de  terceira classe de renda municipal (d) na província Bataan, nas Filipinas. De acordo com o censo de 1 de maio  de  2020 possui uma população de 31 365 pessoas e 7 583 domicílios.